# مسابقات فرمول یک فصل ۱۹۷۲
مسابقات فرمول یک فصل ۱۹۷۲ در سال ۱۹۷۲ میلادی برگزار شد. در این مسابقات امرسون فیتی پالدی (به انگلیسی: Emerson Fittipaldi) از تیم لوتوس و با خودروی فورد به قهرمانی رسید وی که در آغاز مسابقه در خط ۳ قرار داشت، بهترین زمان خود را در دور ۰ به دست آورد و در مجموع صاحب ۶۱ امتیاز شد.